# Vasíliyevka (Kalíninskaya, Krasnodar)
Vasílievka (del ruso: Васильевка) es un jútor del raión de Kalíninskaya del krai de Krasnodar de Rusia. Está situado en la orilla derecha del río Ponura, un afluente del delta del río Kirpili, 20 km al sudeste de Kalíninskaya y 39 km al noroeste de Krasnodar, la capital del krai. Tenía 129 habitantes en 2010.
Pertenece al municipio Boikoponurskoye.